# Kapitel (bog)
 For alternative betydninger, se Kapitel. (Se også artikler, som begynder med Kapitel)
Et kapitel er en inddelinger af en bog. Et kapitel underinddeles i afsnit.

## Historie
Inden bogens opfindelse blev skriftruller som de romerske brugt til opbevaring af data. Bogen fyldte mindre end skriftrullerne og de var nemmere at opstille på biblioteker. Det muligt at lænke bogen til reolen. Den sikkerhedsanordning blev anvendt i offentlige universitetsbiblioteker og  klostre.
Hvert kapitel svarede nogenlunde til en enkelt skriftrulle og indledte med kapitæle bogstaver (heraf navnet), altså store bogstaver efter antikke forbillede, mens resten af teksten overvejende bestod af små bogstaver (minuskler), bortset fra navne på guder og konger. De kapitæle bogstaver blev til bogtrykkerkunstens opfindelse stadigt rigere dekoreret i de overdådigt illuminerede håndskrifter. 
Efter bogtrykkerkunstens opfindelse forsvandt illumineringen af første ords første bogstav i et kapitel efterhånden, men betegnelsen kapitel som en grundinddeling af en bog har bibeholdt sig til vor tid. I dag bruges kapitel også om inddelingen af digitale tekster, jfr. World Wide Web-konsortiets Specifikation for HTML 4.01.